# Blahočet

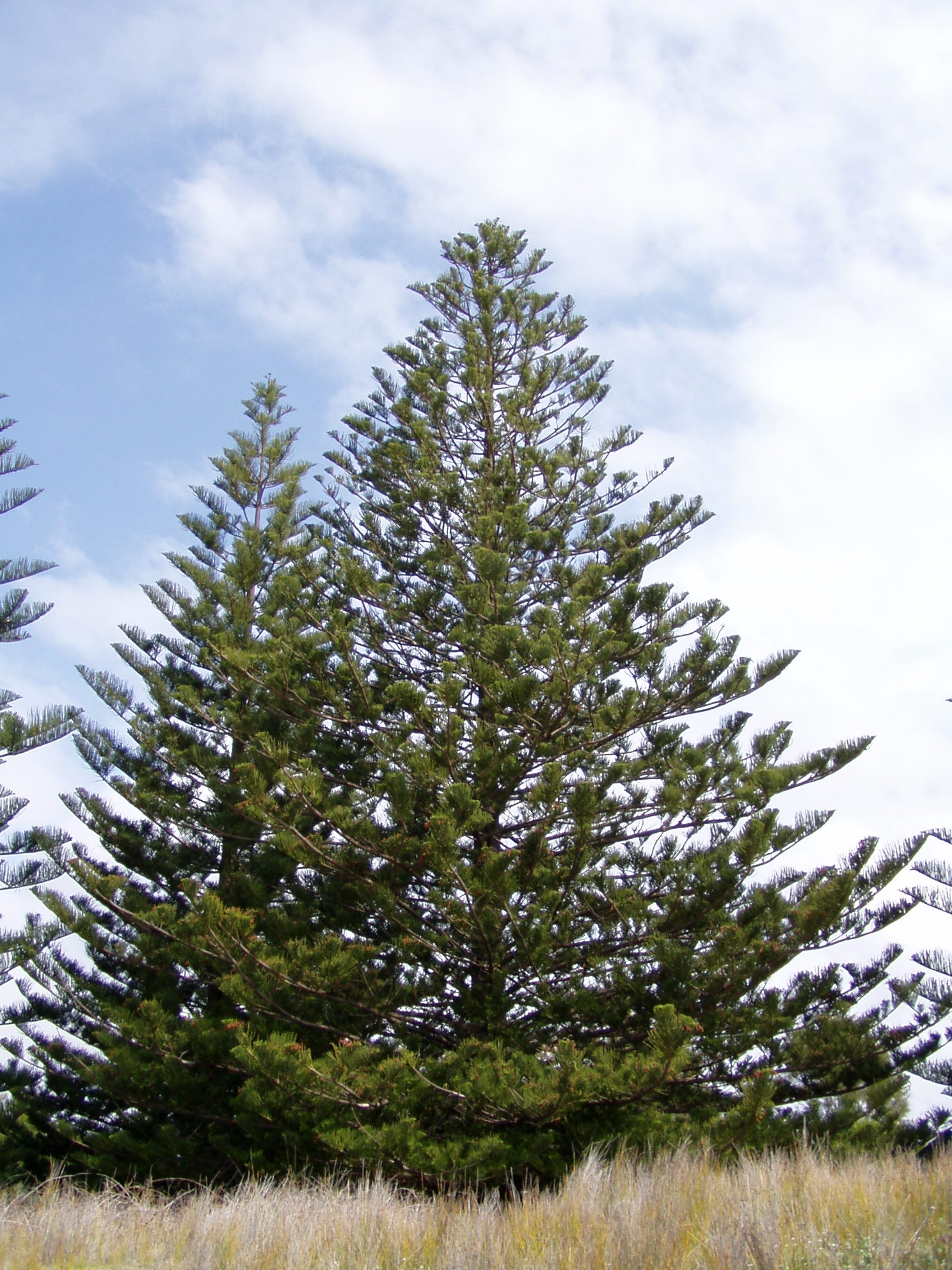
Blahočet různolistý (Araucaria heterophylla)

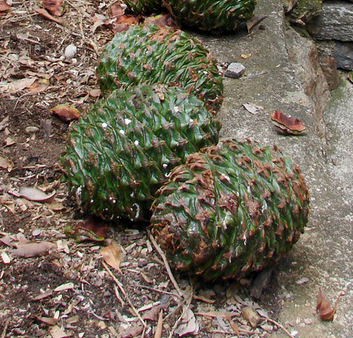
Šišky blahočetu Bidwillova

Blahočet (Araucaria), také araukárie, je rod stálezelených jehličnanů z čeledi blahočetovitých.

## Historie a rozšíření
Blahočet je rostlina pocházející ze „středověku Země“ (druhohor), předchůdce dnešního blahočetu již rostl v geologických období jura a křída, kdy byl rozšířen po severní i jižní polokouli. Se vznikem krytosemenných rostlin a změnami klimatu ustoupil blahočet převážně do tropického pásma a až na výjimky se vyskytuje jen na jižní polokouli.
Roste na východě Austrálie, severu Nového Zélandu, na Nové Kaledonii (nejvíce druhů), na Norfolku, Papui Nové Guineji, v Indonésii a dále na severní polokouli v Malajsii a na Filipínách. Další skupina blahočetů se vyskytuje na dvou místech Jižní Ameriky: druh Araucaria angustifolia ve výše položených částech deštných pralesů poblíž pobřeží a s přesahem do vnitrozemí na jihu Brazílie a severovýchodě Argentiny a blahočet chilský (Araucaria araucana) v poměrně suché oblasti And na pomezí Chile a Argentiny.

## Popis
Jsou to nahosemenné, většinou dvoudomé stromy, někdy lze ale nalézt samčí i samičí rozmnožovací orgány na jednom stromě, tato vlastnost se může v průběhu let změnit. Mají statný kmen, dorůstající do výše 30 až 80 m. Větve vyrůstají v pravidelných nebo skoro pravidelných přeslenech. Mladé stromky jsou větvené až k zemi, kdežto staré mají dlouhý, štíhlý kmen a většinou pravidelnou zploštělou korunu. Kožovité listy jsou spirálovitě uspořádané, tvar mají od jehlicovitých až po široké, vejčité. Dokonce někteří jedinci mají listy s rozdílnými tvary.
Samčí šištice jsou terminální nebo úžlabní, tvaru cylindrického nebo vejčitého, opylování se uskutečňuje větrem, pylová zrna však nemají vzduchové vaky. Samičí šištice rostou vzpřímeně na vrcholku stromu, mají tvar elipsoidní až kulovitý, v průměru mívají 7 až 25 cm. Plodové šupiny obsahují po jednom vajíčku. Po dozrání semen, za dva až tři roky, se šišky rozpadnou, některá semena mají postranní křidélka. Semen je v šišce 80 až 200 a jsou jedlá, podobají se piniovým „oříškům“, ale jsou větší.

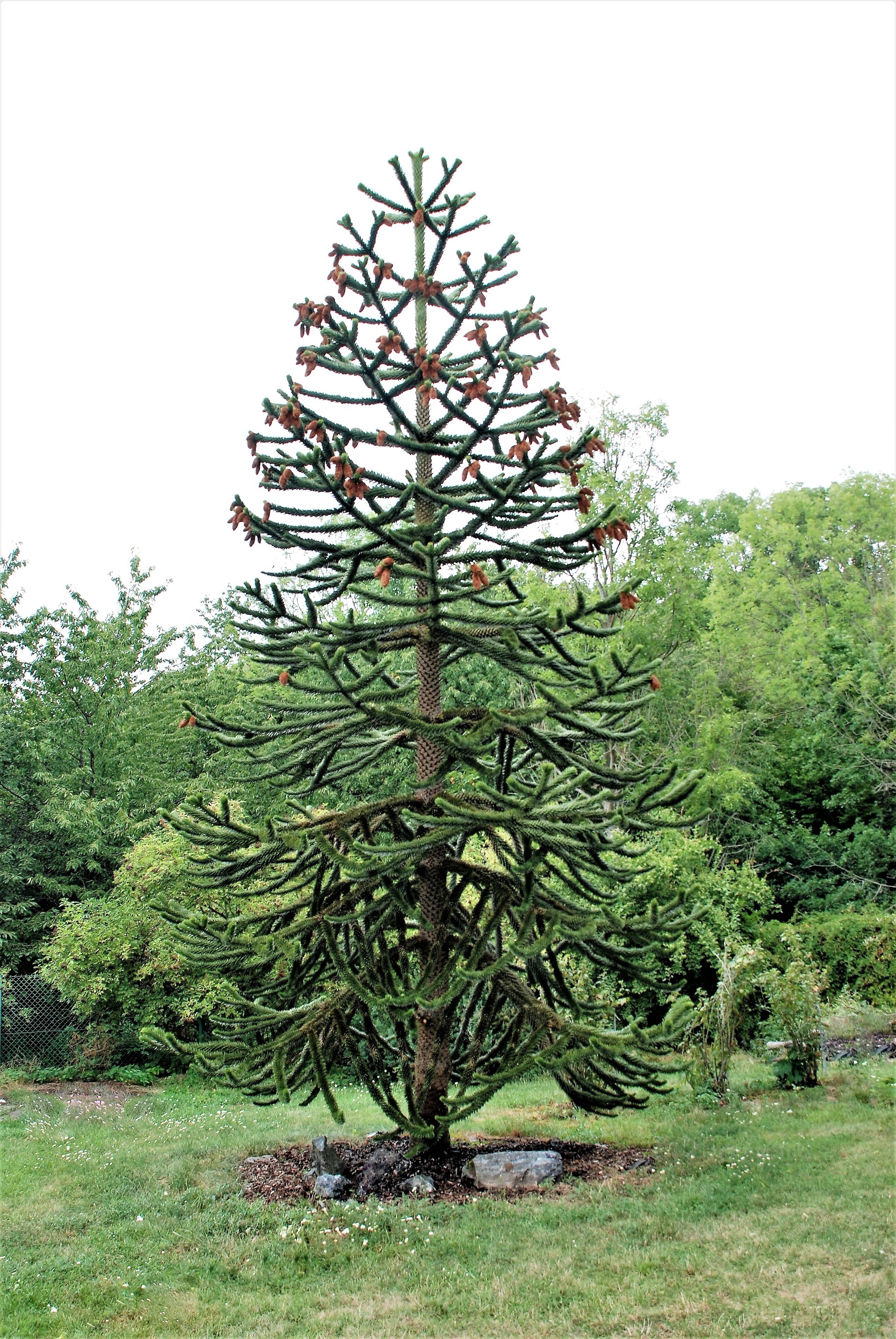
Vzrostlý blahočet chilský na zahradě v Petrově u Prahy

## Použití
Některé druhy se cíleně vysazují pro produkci dřeva a pro jedlá semena. Jiné zase pro svůj neobvyklý růst se pěstují v zahradách a parcích. V Česku je známý blahočet ztepilý (lidově pokojová jedle), který lze jako jediný druh pěstovat v místnosti.

## Taxonomie
Rod blahočet se skládá z 19 druhů. V rodu jsou čtyři existující sekce a dvě vyhynulé sekce, někdy považované za samostatné rody. Genetické studie ukazují, že existující příslušníci rodu mohou být rozděleni do dvou velkých skupin - první se skládá ze sekcí Araucaria, Bunya a Intermedia; a druhý ze silně monofyletické sekce Eutacta. Sekce Eutacta a Bunya jsou nejstarší taxony rodu, přičemž Eutacta je pravděpodobně starší.
- Sekce Araucaria: vyskytují se jen v Jižní Americe
  - Araucaria angustifolia (blahočet úzkolistý)
  - Araucaria araucana (blahočet chilský)
  - †Araucaria nipponensis – Japonsko a Sachalin (svrchní křída)
- Sekce Bunya
  - Araucaria bidwilli (blahočet Bidwillův) – Austrálie
- Sekce Intermedia
  - Araucaria hunsteinii – Nová Guinea
  - †Araucaria haastii – Nový Zéland (období křídy)
- Sekce Eutacta: krom prvních dvou jsou všechny ostatní žijící druhy endemity Nové Kaledonie, kde jsou zřejmě výsledkem radiační speciace z jediného společného předka v pestrých geologických a klimatických podmínkách dlouho izolovaného ostrova[3]
  - Araucaria heterophylla (blahočet ztepilý) – endemit ostrova Norfolk, celosvětově pěstován
  - Araucaria cunninghamii (blahočet cunninghamův) – Austrálie, Nová Guinea
  - Araucaria bernieri
  - Araucaria biramulata
  - Araucaria columnaris (blahočet sloupovitý)
  - Araucaria goroensis
  - Araucaria humboldtensis
  - Araucaria laubenfelsii
  - Araucaria luxurians
  - Araucaria montana
  - Araucaria muelleri
  - Araucaria nemorosa
  - Araucaria rulei
  - Araucaria scopulorum
  - Araucaria schmidii
  - Araucaria subulata[4]
  - †Araucaria lignitici – Yallourn, Viktorie, Austrálie (paleogén)
  - †Araucaria famii – ostrov Vancouver, Kanada (pozdní křída)
- †Sekce Yezonia: Vyhynulý. Obsahuje pouze jeden druh
  - †Araucaria vulgaris – Japonsko (pozdní křída)
- †Sekce Perpendicula: Vyhynulý. Obsahuje pouze jeden druh
  - †Araucaria desmondii - Nový Zéland (pozdní křída)
- Incertae sedis
  - †Araucaria beipiaoensis
  - †Araucaria fibrosa
  - †Araucaria marensii – Formace La Meseta, Antarktida & formace Santa Cruz, Argentina
  - †Araucaria nihongii – Japonsko
  - †Araucaria taieriensis - Nový Zéland
  - †Araucaria brownii - Anglie (střední jura)
  - †Araucaria mirabilis – Patagonie (střední jura)
  - †Araucaria sphaerocarpa - Anglie (střední jura)

Araucaria bindrabunensis (dříve zařazená do sekce Bunya) byla převedena do rodu Araucarites.